# Sinh vật quang dưỡng

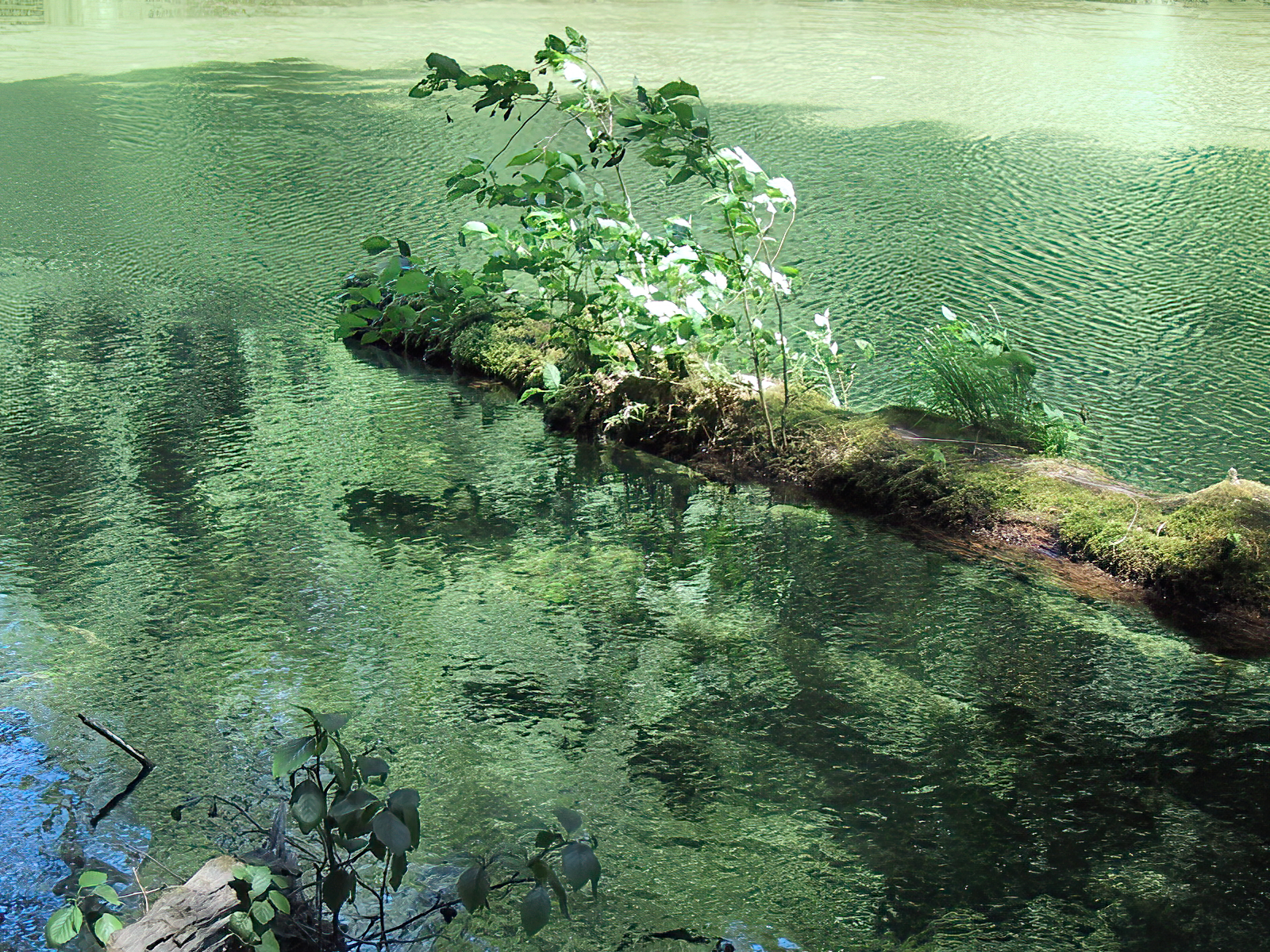
Quang dưỡng trên cạn và thủy sinh: thực vật mọc trên một gốc cây đổ trôi nổi trên mặt nước nhiều tảo.

Sinh vật quang dưỡng là các sinh vật thực hiện bắt giữ photon để thu năng lượng. Chúng sử dụng năng lượng thu được từ ánh sáng để thực hiện các loại quá trình trao đổi chất tế bào khác nhau.
Một quan niệm sai phổ biến cho rằng sinh vật quang dưỡng là sinh vật quang hợp bắt buộc. Nhiều (nhưng không phải tất cả) sinh vật quang dưỡng thường quang hợp: chúng đồng hóa cacbon dioxide thành vật chất hữu cơ để có thể được sử dụng về mặt cấu trúc, chức năng hay như là một nguồn cho các quá trình dị hóa sau này (chẳng hạn dưới dạng tinh bột, đường và chất béo). Tất cả các sinh vật quang dưỡng hoặc là sử dụng các chuỗi vận chuyển electron hoặc bơm proton trực tiếp để thiết lập gradient điện hóa để ATP synthaza sử dụng nhằm cung cấp dòng luân chuyển năng lượng phân tử cho tế bào. Sinh vật quang dưỡng có thể là quang tự dưỡng hoặc quang dị dưỡng.

## Lịch sử
Thuật ngữ ban đầu được sử dụng với nghĩa khác, và chỉ có định nghĩa hiện tại theo André Lwoff và ctv (1946).

## Quang tự dưỡng
Phần lớn các sinh vật quang dưỡng là sinh vật quang tự dưỡng và chúng có thể cố định cacbon. Chúng có thể tương phản với các sinh vật hóa dưỡng (vốn thu được năng lượng cho mình nhờ oxy hóa các tác nhân cho electron trong môi trường của chúng) ở chỗ chúng có khả năng tổng hợp thức ăn cho chính chúng từ các chất vô cơ, sử dụng ánh sang như là nguồn cung cấp năng lượng. Thực vật xanh và vi khuẩn quang hợp là các ví dụ về sinh vật quang tự dưỡng. Các sinh vật quang tự dưỡng đôi khi còn được gọi trong tiếng Anh như là holophytic (như thực vật hoàn toàn). Các sinh vật như vậy nhận được năng lượng để tổng hợp thức ăn cho chúng từ ánh sáng và có khả năng sử dụng cacbon dioxide như là nguồn chính về cacbon.
Các sinh vật quang hợp tạo oxy sử dụng diệp lục để thu năng lượng ánh sang và oxy hóa nước, "chia tách" nó thành oxy phân tử. Ngược lại, vi khuẩn quang hợp không tạo oxy có một chất gọi là diệp lục vi khuẩn chủ yếu hấp thụ ở các bước sóng không quang học (không nhìn thấy) để bắt giữ năng lượng ánh sáng, sống trong môi trường thủy sinh và sẽ sử dụng ánh sáng oxy hóa các chất hóa học như hydro sulfide chứ không phải nước.

### Sinh thái học
Trong ngữ cảnh sinh thái học, sinh vật quang dưỡng thường là nguồn thức ăn cho sự sống dị dưỡng cận kề. Trong các môi trường trên cạn, thực vật là sự đa dạng chủ yếu, trong khi trong các môi trường thủy sinh các sinh vật quang dưỡng bao gồm các sinh vật như tảo (chẳng hạn tảo bẹ), sinh vật nguyên sinh (như trùng roi xanh), thực vật phù du và vi khuẩn (như vi khuẩn lam). Độ sâu mà ánh sáng hay nguồn sáng nhân tạo có thể chiếu xuyên qua nước để quang hợp có thể diễn ra, được gọi là đới chiếu sáng (hay tầng chiếu sáng).
Vi khuẩn lam là các sinh vật nhân sơ thực hiện quang hợp tạo oxy, chiếm lĩnh nhiều điều kiện môi trường, như nước ngọt, biển, đất và địa y. Vi khuẩn lam thực hiện quang hợp tựa như thực vật là do cơ quan tử trong thực vật thực hiện quang hợp thực tế đã phát sinh từ  vi khuẩn lam nội cộng sinh. Vi khuẩn này có thể sử dụng nước làm nguồn electron để thực hiện các phản ứng khử CO2. Về mặt tiến hóa, khả năng sinh tồn của vi khuẩn lam trong các điều kiện tạo ra oxy – được coi là độc hại đối với phần lớn các vi khuẩn kị khí, có thể đã tạo cho nhóm vi khuẩn này một ưu thế thích nghi cho phép chúng phát triển có hiệu quả hơn.
Sinh vật quang thạch tự dưỡng là sinh vật tự dưỡng sử dụng năng lượng ánh sáng và tác nhân cho electron vô cơ (như H2O, H2, H2S) và CO2 như là nguồn cacbon của nó. Các ví dụ bao gồm thực vật.

## Quang dị dưỡng
Ngược lại với sinh vật quang tự dưỡng, các sinh vật quang dị dưỡng là sinh vật chỉ phụ thuộc vào ánh sang để lấy năng lượng và chủ yếu phụ thuộc vào các hợp chất hữu cơ để lấy cacbon. Sinh vật quang dị dưỡng sản xuất ATP thông qua quang phosphoryl hóa nhưng sử dụng các hợp chất hữu cơ thu được từ môi trường để xây dựng các cấu trúc và các phân tử sinh học khác.

## Biểu đồ

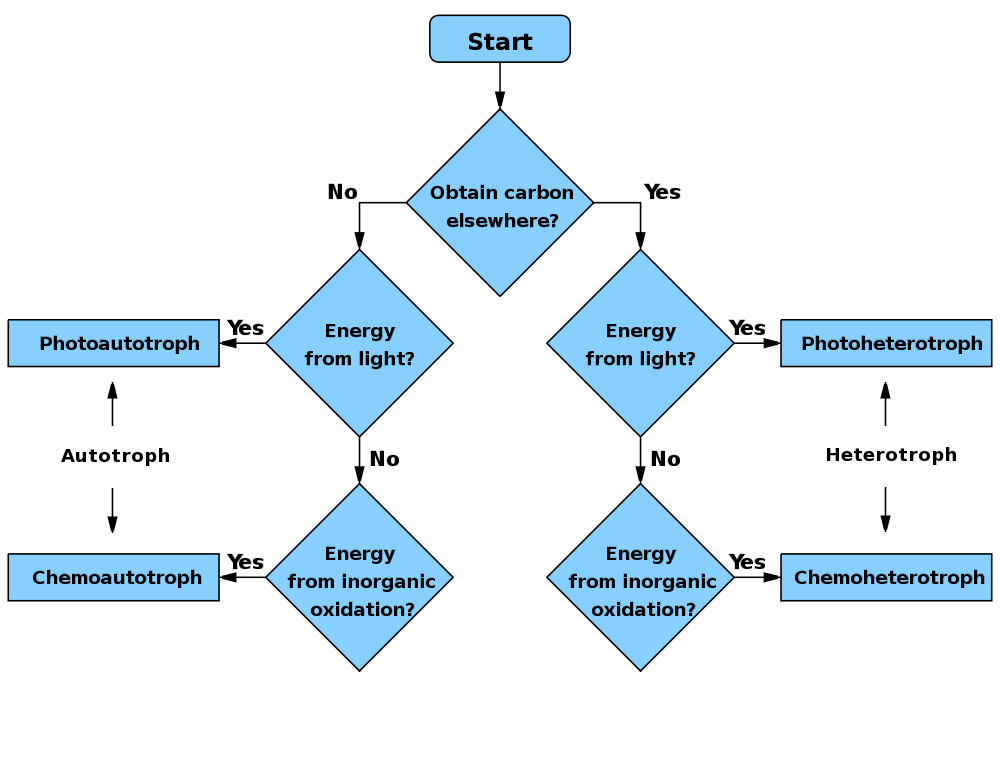
Biểu đồ xác định xem một loài sinh vật là tự dưỡng, dị dưỡng hay một kiểu phụ của chúng.

- Sinh vật tự dưỡng
  - Sinh vật hóa tự dưỡng
  - Sinh vật quang tự dưỡng
- Sinh vật dị dưỡng
  - Sinh vật hóa dị dưỡng
  - Sinh vật quang dị dưỡng